# HD 52622
HD 52622，又名CP-56 1211，SAO 234825、HR 2638，是一颗恒星，视星等为6.45，位于銀經266.49，銀緯-21.37，其B1900.0坐标为赤經6h 56m 43.5s，赤緯-56° -21.37′ 19″。